# رينيه فليمنغ
رينيه فليمنغ (بالإنجليزية: Renée Fleming)‏ (و. 1959  م) هي مغنية، ومغنية أوبرا، وموسيقية أمريكية، وهي عضوةٌ في الأكاديمية الأمريكية للفنون والعلوم.

## التعليم
تعلمت في مدرسة جوليارد، ومدرسة إيستمان للموسيقى.

## جوائز
حصلت على جوائز منها:
- الميدالية الوطنية للفنون
- وسام جوقة الشرف
- برنامج فولبرايت.

## وصلات خارجية
- رينيه فليمنغ على موقع IMDb (الإنجليزية)
- رينيه فليمنغ على موقع الموسوعة البريطانية (الإنجليزية)
- رينيه فليمنغ على موقع مونزينجر (الألمانية)
- رينيه فليمنغ على موقع ميوزك برينز (الإنجليزية)
- رينيه فليمنغ على موقع قاعدة بيانات برودواي على الإنترنت (الإنجليزية)
- رينيه فليمنغ على موقع إن إن دي بي (الإنجليزية)
- رينيه فليمنغ على موقع أول ميوزيك (الإنجليزية)
- رينيه فليمنغ على موقع ديسكوغز (الإنجليزية)
- رينيه فليمنغ على موقع قاعدة بيانات الفيلم (الإنجليزية)
- رينيه فليمنغ في قاعدة بيانات الأفلام على الإنترنت